# Breguet Atlantique
Breguet Atlantique eller Breguet Atlantic är ett europeiskt havsövervaknings- och ubåtsjaktflygplan. Det tillverkas till största delen (60 %) av franska Bréguet Aviation med delar tillverkade av Bréguet, Dornier, MBB, Fokker, Aeritalia med flera. Flygplanet har använts av Frankrike, Tyskland, Italien, Nederländerna och Pakistan.

## Utveckling
Den 16 april 1957 startade NATO ett projekt för att skapa ett gemensamt havsövervaknings- och ubåtsjaktflygplan att ersätta bland annat Lockheed P-2 Neptune och Fairey Gannet. Projektrådet som bestod av 21 experter från olika länder utvärderade flera olika alternativ och bestämde sig till sist för en konstruktion presenterad av franska Bréguet. Beslutet ratificerates av nordatlantiska rådet 30 januari 1959. Den första prototypen premiärflög 21 oktober 1961 följt av en andra 25 februari följande år. Den första produktionsserien om 60 flygplan (40 för Frankrike och 20 för Tyskland) började tillverkas 1963. Produktionen upphörde 1968 men återupptogs 1972 till 1974 för att fylla beställningarna på 9 flygplan till Nederländerna och 18 till Italien.
År 1978 började Frankrike att ersätta sina Atlantiques med en moderniserad version kallad Atlantique 2 (utanför Frankrike även känd som Atlantic NG). Förbättringarna inkluderade ny radar, ny signalprocessor, ny taktikdator, en värmekamera under nosen och möjlighet att bära Exocet-robotar. Två prototyper byggdes genom ombyggnad av gamla Atlantiques medan följande 28 (reducerat från ursprungliga 42) nyproducerades från 1984 och levererades 1989.
En ytterligare moderniserad variant kallad Atlantique 3 togs fram 1996 för Royal Air Force för att ersätta Nimrod MR.2. Den största förbättringen var nya och effektivare motorer med sexbladiga propellrar. RAF visade endast ljummet intresse och valde att uppgradera sina Nimrods till version MR.4 i stället.

## Konstruktion
Till skillnad från Hawker Siddeley Nimrod, Lockheed P-3 Orion och Iljusjin Il-38 som alla är ombyggda passagerarflygplan är Atlantique byggt från grunden för havsövervakning och ubåtsjakt. Det är ett tvåmotorigt, midvingat flygplan. Flygkroppen består av en övre del med tryckkabin och en undre del med bombutrymme och utrymme för sonarbojar. Radarn är en Thomson-CSF Iguane I-band (8–10 GHz)  radar som sitter i en nedsänkbar ”potta” framför bombutrymmet. Andra sensorer är en Crouzet magnetometer i den förlängda stjärtbommen samt telekrigsystemet ARAR-23 med sensorer i vingspetsarna och på stjärtfenan. Alla sensorer är länkade till centraldatorn med en databuss. Atlantique 2 har dessutom en värmekamera i ett vridbart torn under nosen.
Besättningen består av pilot, andrepilot, stridsledare, flygmekaniker, radiooperatör, systemtekniker, två radaroperatörer, två telekrigoperatörer samt två sonaroperatörer. Besättningen kan rotera mellan stationerna och har ett litet vilrum med två britsar, toalett och pentry för att klara de upp till 18 timmar långa uppdragen.

### Beväpning

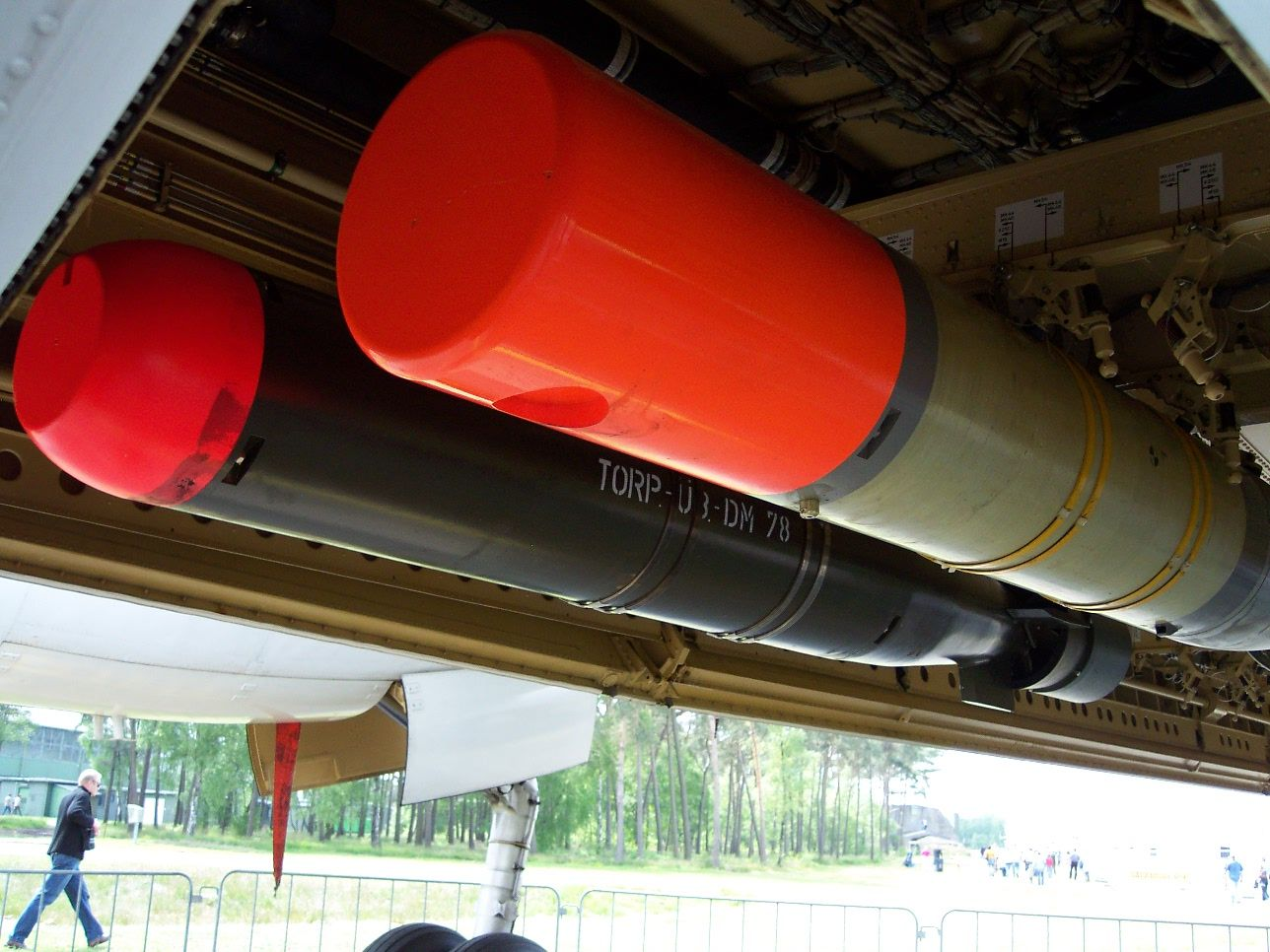
Två torpeder i bombutrymmet på en Atlantique.

Bombutrymmet har plats för åtta stycken målsökande torpeder, vanligen Mark 44 eller Mark 46, men sedan 2012 kan även den modernare torpeden MU90 bäras. Atlantique 2 Kan i stället för torpeder bära två stycken Exocet-robotar eller fyra stycken GBU-12 Paveway laserstyrda bomber i bombutrymmet. Det är dock ovanligt då Exocet-robotar oftare bärs på de fyra vapenbalkarna under vingarna. Den trådstyrda roboten Nord AS.12 och den signalsökande Martel är andra vapenalternativ.

## Användare
- Aeronavale – 40 Atlantique ersattes av 28 stycken Atlantique 2 1996.
- Italiens flygvapen – 18 Atlantique som opereras av flygvapnet men står under befäl av Italiens flotta.
- Marineluchtvaartdienst – 9 Atlantique ersatta av Orions 1982.
- Pakistans marinflyg – 2 begagnade Atlantique köpta från Frankrike 1973. En nedskjuten av Indien 10 augusti 1999, övriga ersatta av Orions 2012.
- Marineflieger – 20 Atlantique ersatta av f.d Nederländska Orions 2005.